# Phantom Radio
Phantom Radio je deváté studiové album amerického hudebníka Marka Lanegana. Vydalo jej dne 21. října 2014 hudební vydavatelství Vagrant Records. Producentem nahrávky byl Alain Johannes, který se zpěvákem spolupracoval již v minulosti. Na albu se podíleli například kytarista Duke Garwood, s nímž Lanegan již dříve pracoval, nebo nizozemský houslista Sietse van Gorkam. Vedle klasického alba byla deska vydána také jako dvojalbum, kde druhý disk obsahoval písně z EP No Bells on Sunday původně vydaném v červenci 2014. Roku 2015 byla představena remixovaná verze alba. Autory remixů jsou například Greg Dulli nebo Moby.

## Seznam skladeb
| Pořadí | Název               | Autor                        | Délka |
| ------ | ------------------- | ---------------------------- | ----- |
| 1.     | Harvest Home        | Mark Lanegan, Alain Johannes | 3:16  |
| 2.     | Judgement Time      | Lanegan                      | 2:29  |
| 3.     | Floor of the Ocean  | Lanegan                      | 4:52  |
| 4.     | The Killing Season  | Lanegan, Sietse van Gorkam   | 3:46  |
| 5.     | Seventh Day         | Lanegan                      | 4:51  |
| 6.     | I Am the Wolf       | Lanegan, Duke Garwood        | 3:42  |
| 7.     | Torn Red Heart      | Lanegan                      | 4:01  |
| 8.     | Waltzing in Blue    | Lanegan                      | 3:14  |
| 9.     | The Wild People     | Lanegan                      | 3:06  |
| 10.    | Death Trip to Tulsa | Lanegan                      | 4:46  |

| Bonusy na speciální verzi | Bonusy na speciální verzi | Bonusy na speciální verzi | Bonusy na speciální verzi |
| Pořadí                    | Název                     | Autor                     | Délka                     |
| ------------------------- | ------------------------- | ------------------------- | ------------------------- |
| 1.                        | Dry Iced                  | Lanegan                   | 6:24                      |
| 2.                        | No Bells on Sunday        | Lanegan                   | 5:53                      |
| 3.                        | Sad Lover                 | Lanegan                   | 3:42                      |
| 4.                        | Jonas Pap                 | Lanegan                   | 2:36                      |
| 5.                        | Smokestack Magic          | Lanegan                   | 8:21                      |

## Obsazení
- Mark Lanegan – zpěv, kytara
- Alain Johannes – kytara, baskytara, syntezátory, perkuse, harmonium, klavír, saxofon, flétna, tamburína, mellotron, doprovodné vokály
- Sietse van Gorkam – kytara, syntezátory, baskytara, klavír, klarinet, elektronické bicí
- Shelley Brien – doprovodné vokály
- Jean-Philippe de Gheest – bicí
- Jeff Fielder – kytara
- Jack Irons – bicí
- Martyn LeNoble – baskytara, kontrabas
- Brett Nelson – kytara
- Aldo Struyf – kytara, syntezátory, perkuse